# Jacana africana
La jacana africana (Actophilornis africanus) és un ocell aquàtic de la família dels jacànids (Jacanidae) adaptat, com la resta de les espècies de la família, a caminar per sobre de la vegetació flotant.

## Hàbitat i distribució
Habita en llacs, estanys i aiguamolls amb vegetació emergent per gran part de l'Àfrica subsahariana. El seu estat de conservació es considera de risc mínim.